# Szujjüani főegyházmegye
A Szujjüani (Hohhoti) főegyházmegye a római katolikus egyház egyik kínai főegyházmegyéje Belső-Mongólia területén. Metropolitai székvárosa Hohhot Szujjüan nevű városrésze. Metropolitája Paul Meng Quinglu érsek. A főegyházmegyének három szuffragán egyházmegyéje van, a Hszivancei, a Jiningi és a Ninghsziai egyházmegye.

## Története
1883. december 21-től Délnyugat-mongóliai apostoli vikarátus (Mongoliae Occiduo-Meridionalis) volt a neve, 1922. március 14-én kapta jelenlegi nevét és státuszát.

## Főpásztorok
- Alphonse de Voss (Vos) délnyugat-mongóliai apostoli vikárius, C.I.C.M. † (kijelölve: 1883. december 11. - 1888. július 21. †)
- Ferdinand Hubertus Hamer délnyugat-mongóliai apostoli vikárius, C.I.C.M. † (kijelölve: 1889. február 11. - 1900. július 25. †)
- Alfons Bermijn (Bermyn), C.I.C.M. délnyugat-mongóliai apostoli vikárius † (kijelölve: 1901. április 15. - 1915. február 16 †)
- Louis Van Dyck (Dijck), C.I.C.M. szujjüani apostoli vikárius † (kijelölve: 1915. augusztus 10. - 1937. december 4. †)
- Louis Morel, C.I.C.M. szujjüani apostoli vikárius † (kijelölve: 1938. március 21. - 1951. augusztus 19. lemondott)
- Francis Wang Xueming (Wang Hsueh-ming) szujjüani érsek † (kijelölve: 1951. augusztus 19. - 1997. február 10. †)
- Joseph Li Congzhe szujjüani érsek † (felszentelt püspök: 1984. július 27. - 2002. június 20. †)
- John Baptiste Wang Xi Xian szujjüani érsek † (felszentelt püspök: 1997. június 24. - 2005. május 25. †)
- Paul Meng Quinglu szujjüani érsek (felszentelt püspök: 2010. április 18. - )

## Szomszédos egyházmegyék
- Ninghsziai egyházmegye (délnyugat)
- Ulánbátori apostoli prefektúra (észak)
- Hszivancei egyházmegye (északkelet)
- Jiningi egyházmegye (kelet)
- Suohszieni egyházmegye (délkelet)
- Jenani egyházmegye (dél)